# Dollis Hill
Dollis Hill è una stazione della linea Jubilee della metropolitana di Londra.

## Storia
Dollis Hill fu aperta il 1º ottobre 1909 dalla Metropolitan Railway (MR, oggi la linea Metropolitan) sul tratto tra Finchley Road e Harrow-on-the-Hill, che era stato aperto fin dal 2 agosto 1880. Nel 1931 la stazione fu ribattezzata Dollis Hill and Gladstone Park, ma tornò alla denominazione originale nel 1933.
Verso la metà degli anni trenta la linea Metropolitan soffriva di congestione, soprattutto nel tratto meridionale della linea, dove le diverse diramazioni condividevano il collo di bottiglia del tratto fra Baker Street e Finchley Road. Per combattere la congestione venne costruito un tunnel di profondità che collegava direttamente Finchley Road con le piattaforme della linea Bakerloo di Baker Street. Il 20 novembre 1939 la diramazione verso Stanmore a nord di Wembley Park passò dalla gestione della Metropolitan alla Bakerloo line. Le stazioni intermedie fra Finchley Road e Wembley Park, inclusa Dollis Hill, rimasero servite da entrambe le linee, la Metropolitan e la Bakerloo, fino al 7 dicembre 1940, quando la Metropolitan ritirò il suo servizio e iniziò a operare con treni non-stop tra Finchley Road e Wembley Park; questi treni ancora oggi passano per le stazioni intermedie, inclusa Dollis Hill, senza effettuare fermate.
Il servizio della linea Bakerloo venne rilevato dalla linea Jubilee il 1º maggio 1979.

## Strutture e impianti
Nel 1995 sono stati installati nel sottopassaggio tra l'uscita nord e quella sud della stazione quattro pannelli disegnati dall'artista Amanda Duncan, che mostrano mappe dell'area di Dollis Hill in diverse date tra il XVI e il XX secolo.
La stazione è stata ristrutturata nel 2007 con l'installazione di un nuovo impianto di illuminazione, ripiastrellatura, riverniciatura e la collocazione di nuove telecamere di sicurezza.
Dollis Hill è compresa nella Travelcard Zone 3.

## Interscambi
Nelle vicinanze della stazione effettuano fermata alcune linee automobilistiche urbane, gestite da London Buses.
- Fermata autobus

## Nella cultura di massa
Dollis Hill è menzionata spesso nel gioco umoristico Mornington Crescent, creato come parodia di simili giochi di strategia nella famosa trasmissione radiofonica della BBC I'm Sorry I Haven't a Clue e che prende nome dalla omonima stazione della metropolitana. Nel contesto di una partita, ogni volta che viene usata, la mossa "Dollis Hill" apre un circolo vizioso per cui ogni mossa seguente di qualsiasi giocatore deve riportare a Dollis Hill. Vari modi ingegnosi per spezzare questo circolo sono stati inventati in passato dai giocatori dediti a questo passatempo.

## Galleria d'immagini

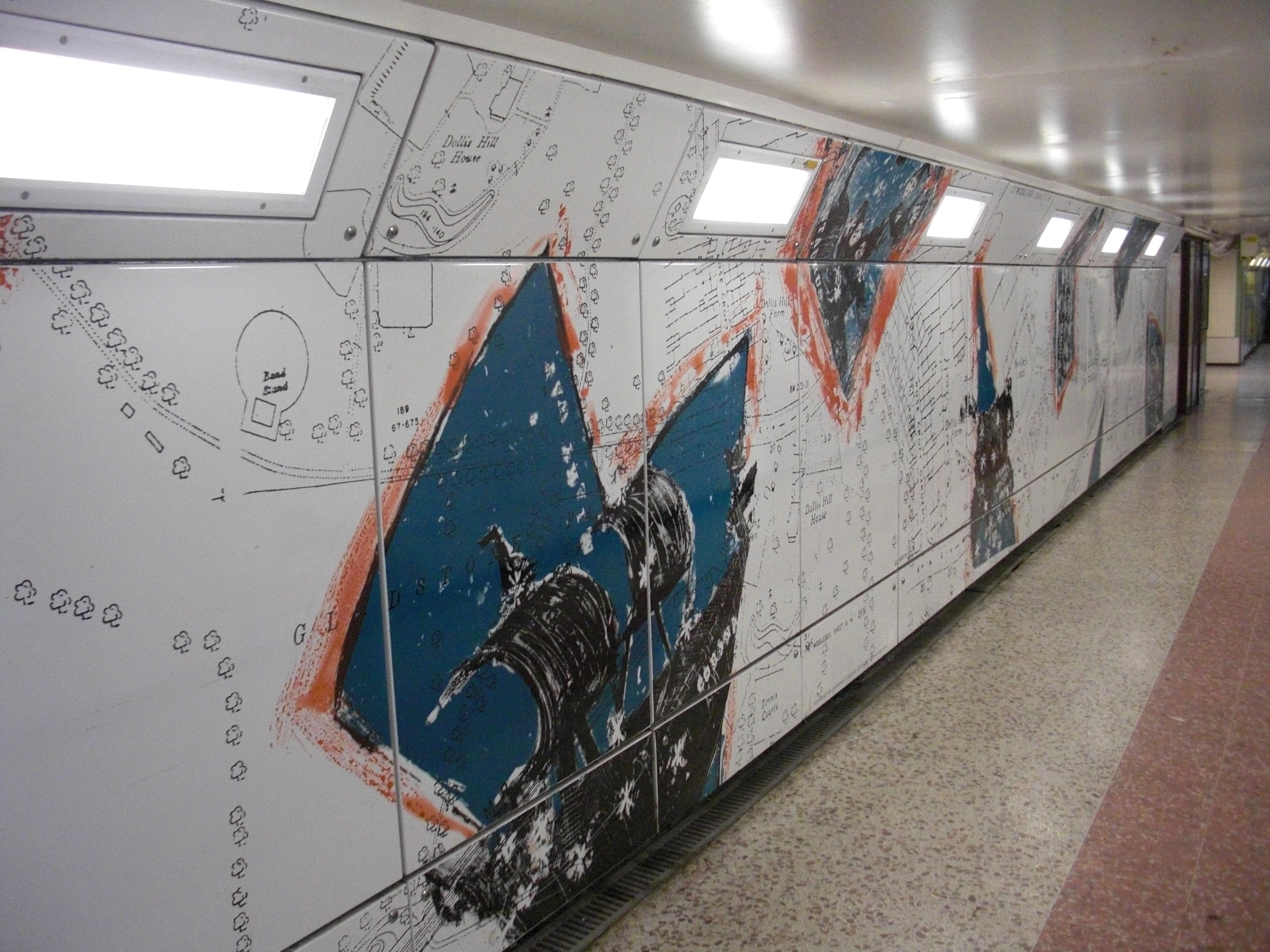
Uno dei pannelli decorativi del sottopassaggio dipinti da Amanda Duncan
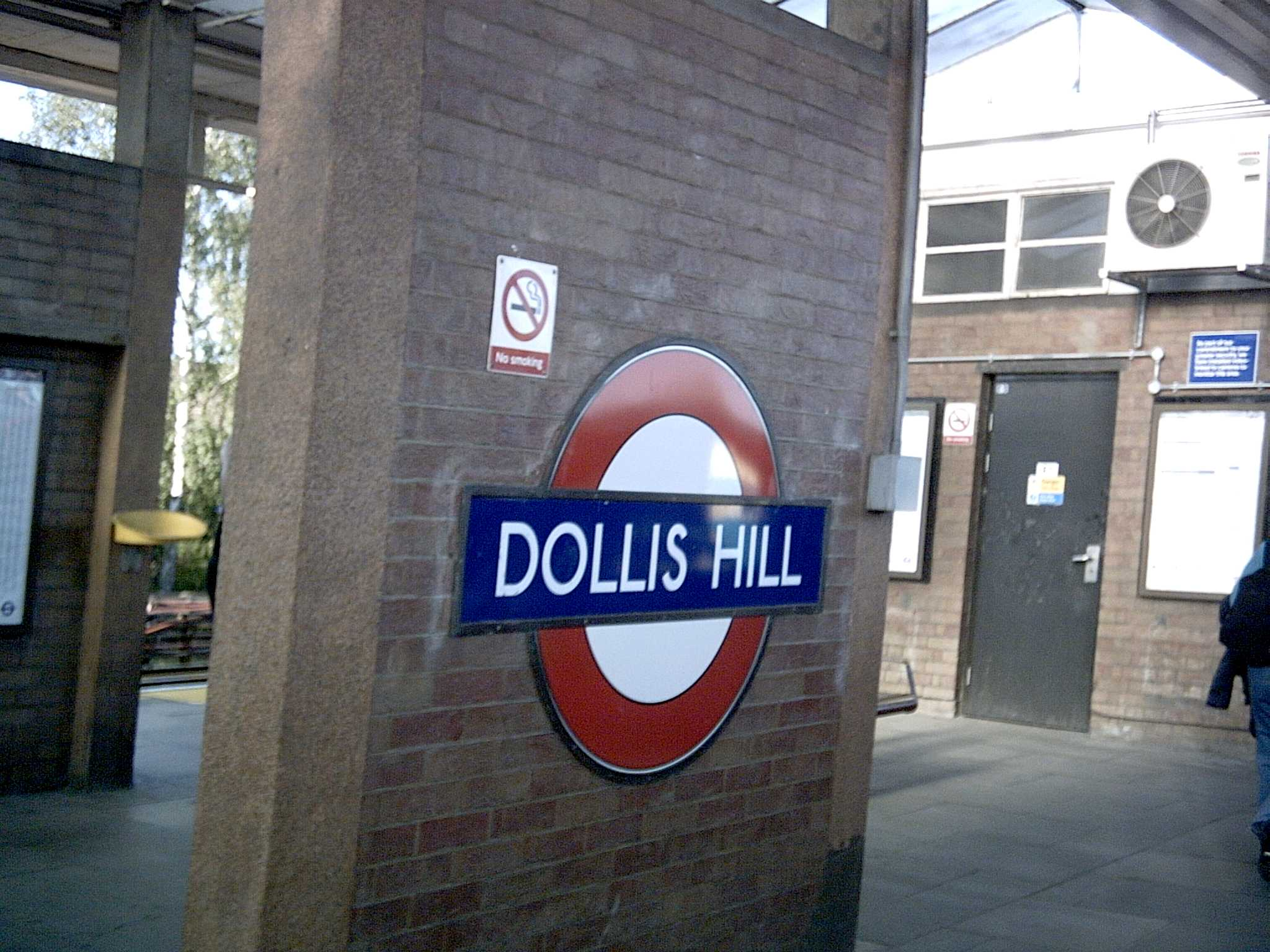
Piattaforma con Roundel
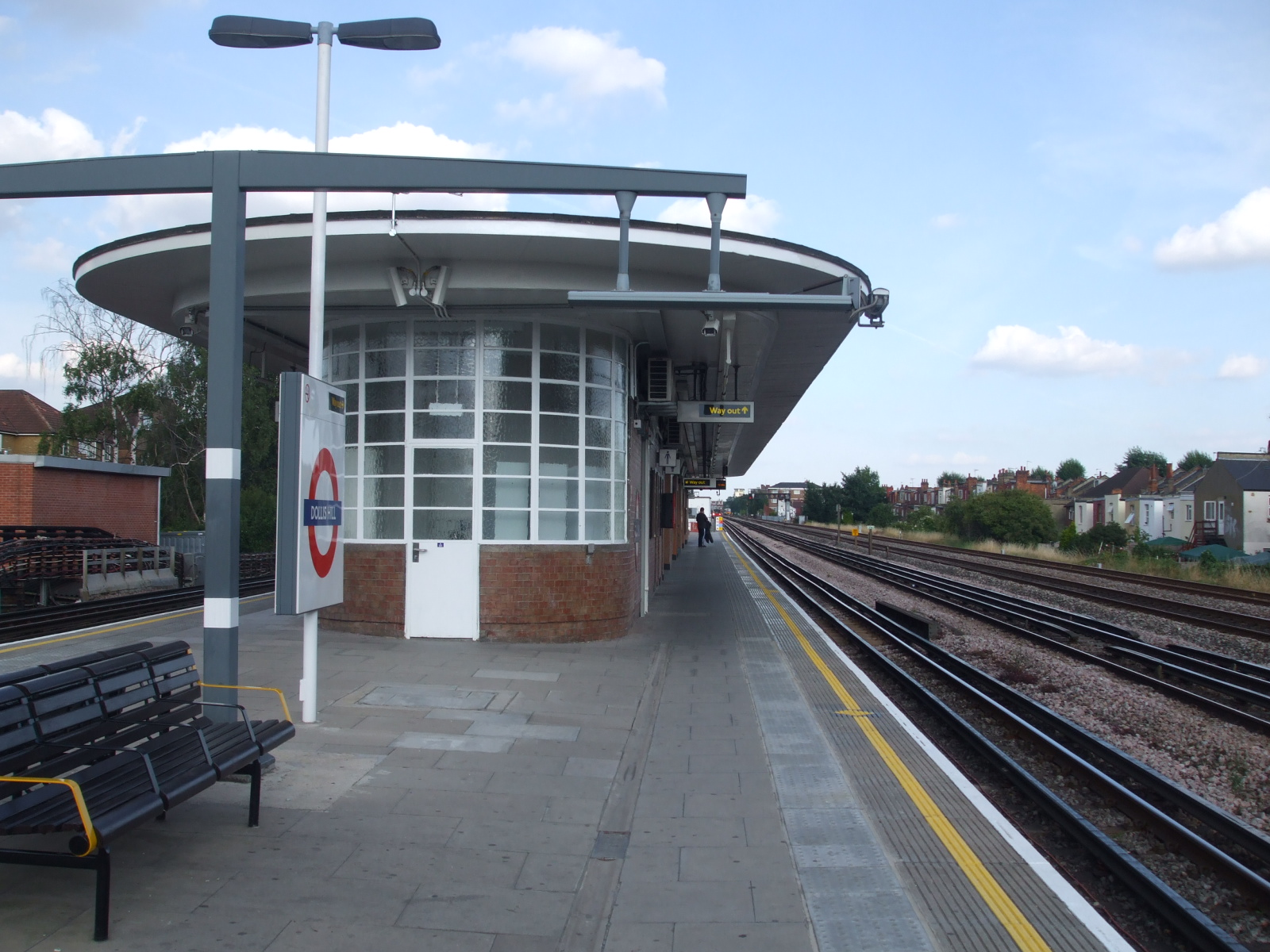
Piattaforma in direzione est. A destra dei binari della linea Jubilee corrono i binari della linea Metropolitan